# G 99-47
G 99-47 är en ensam stjärna belägen i den mellersta delen av stjärnbilden Orion, som också har variabelbeteckningen V1201 Orionis. Den har en skenbar magnitud av ca 14,105 och kräver ett kraftfullt teleskop för att kunna observeras. Baserat på parallax enligt Gaia Data Release 3 på ca 123,2 mas, beräknas den befinna sig på ett avstånd på ca 26,47 ljusår (8,12 parsek)  från solen. Baserat på skenbar magnitud och parallax är stjärnans absoluta magnitud 14,59.

## Egenskaper

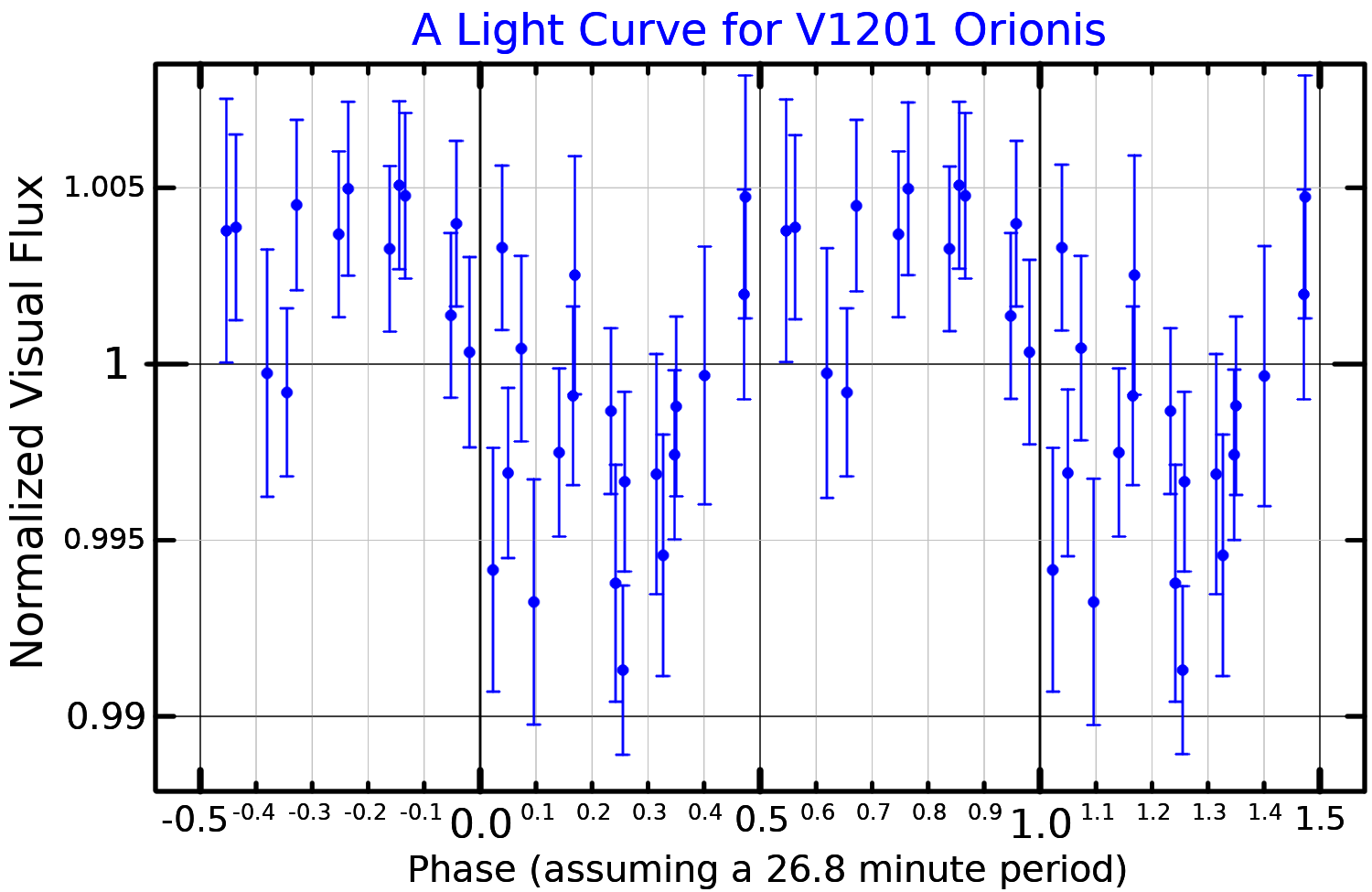
Ljuskurva i visuella bandet för V1201 Orionis, plottad från Brinkworth et al. (2013).

G 99-47 är en degenererad stjärna (vit dvärg) av spektralklass DAP8.9 eller  DAP8.7. Den har en massa som är lika med ca 0,71 solmassa, en radie som är ca 0,011 solradie (baserat på ytgravitation och massa) och har en effektiv temperatur av ca 5 800 K. Den vita dvärgen har ett starkt magnetfält, med en uppmätt vertikal komponent nära ytan lika med 560 T.